# Chandra Fleig
Chandra Fleig (* 1972 in Tübingen) ist ein deutscher Singer-Songwriter, Musiker, Tonmeister und Filmschaffender.

## Leben
Chandra Fleig studierte zwischen 1996 und 2001 an dem Liverpool Institute for Performing Arts in den Studiengängen Popular Music und später Sound Technology und wurde dort mit dem Sennheiser Stipendium ausgezeichnet. Nach seinem Studium begann er als freischaffender Musiker, Tonmeister und unabhängiger Filmemacher zu arbeiten und gründete zusammen mit Ralf Gründer 2001 das freie Dokumentarfilm Team „DDT“. 
Fleig hat als Musiker, Songwriter und Regisseur sowohl Kino-, TV- als auch Filmprojekte realisiert. Darunter Aufführungen auf der Berlinale mit der Musik für den Film Vier Fenster, der ZDF-Produktion Grenzland oder seiner Musikdokumentation All the way back to Liverpool, die er in Zusammenarbeit mit dem Musikproduzenten Mike Crossey realisierte.
Seit Oktober 2007 lehrt Chandra Fleig im Masterstudiengang Filmmusik in den Bereichen Tongestaltung und Musikproduktion an der Filmuniversität Babelsberg in Potsdam und arbeitet und lebt in Potsdam.

## Filmografie (Auswahl)
Regisseur
- 1998: Momenti in movimento
- 2000: Dance on celluloid
- 2000: Breaking boundaries
- 2012: All the way back to Liverpool

Komponist
- 2003: Strafgefangener 382
- 2006: Vier Fenster
- 2008: Grenzland
- 2009: Schnee von gestern
- 2010: Lost Generation
- 2012: All the way back to Liverpool
- 2014: Lichtgestalten

Musikproduzent
- 2010: Personaltiy Shop
- 2012: Der Vogel Kummer
- 2013: Vom Wesen der Fehler
- 2013: Freier Fall
- 2013: Ich bin klein
- 2013: Sleepwalker
- 2013: Sri Laute
- 2014: Bilder für sie
- 2016: Daddy´s boy
- 2016: Können Sie mir helfen
- 2016: Eide
- 2016: Grenzen
- 2016: Hab-its
- 2016: Windstärke
- 2016: Dit is Fußball!
- 2017: Die Geschichte der Kameramänner Pahl
- 2017: Spicy Trip
- 2017: Insight
- 2017: Johny
- 2017: Cool down
- 2017: Being a fish
- 2017: Mega Trick
- 2018: Bushaltestelle
- 2018: Sleep
- 2018: Feierabend
- 2018: The collector
- 2018: Zahn
- 2018: Morgle
- 2019: In Sync
- 2019: Mäh
- 2019: Narzo
- 2020: Deep sea symbiosis
- 2020: Till the sunrise
- 2020: Nude Cuisine
- 2020: New Haircut
- 2021: Little Singer
- 2021: Badepanne
- 2021: Sternenbad
- 2021: Fallen
- 2021: Introspektion
- 2021: Princess
- 2021: When the eggs are jumping
- 2021: Profilo
- 2021: Sand
- 2021: In Sekten
- 2022: Lieber eine Taube auf dem Dach
- 2024: The Soil, Which Connects Us

## Diskografie / Soundtracks (Auswahl)
- 1997: Hang on, Label: Cologne city tracks
- 1997: Unknown love, Label: LIPA
- 1999: Take me there, Label: Cologne city tracks
- 2000: Here I go again, Label: Trigger Records
- 2004: Marching past, Label: South house indie production
- 2005: Vier Fenster Soundtrack, Label: Schlicht und ergreifend Filmproduktion
- 2008: Footsteps, Label: Claracharlotte
- 2008: Sunshine, Label: Claracharlotte
- 2008: Footsteps, Label: Claracharlotte
- 2014: Morning light, Label: Spin Records
- 2014: My old friend doubt, Label: All the way back to Liverpool
- 2014: Wipe you from my list, Label: All the way back to Liverpool
- 2015: Through the night, Label: Mellon Records
- 2016: Lichtgestalten Soundtrack, Label: Royal 22D Records
- 2018: Alarm, Label: Toe Toe Records
- 2019: Meine wunderbar seltsame Woche mit Tess, Label: Bind Film TV Netherlands (Credit: Music Mixer)
- 2020: Das geheime Leben der Bäume, Label: Königskinder Music GmbH (Credit: Music Mixer)
- 2020: Spirit Awake, Freya Arde (Credit: Music Mixer)
- 2020: Hell, Krakatak Label: recordJet
- 2021: Toe, EP 1 Label: recordJet
- 2021: Moon Window, Freya Arde Label: Deutsche Grammophon (Credit: Music Mixer)
- 2021: Hack, Krakatak Label: recordJet
- 2022: Tomp, Der Vorhang fällt Label: recordJet
- 2022: Better times, Label: recordJet
- 2022: Shimmer, Freya Arde Label: 7k! music (Credit: Music Mixer)
- 2023: Beton Brut, Label: radiogram-records
- 2023: Immortal Beloved, James Heather, Freya Arde, Label: Ahead of our time (Credit: Music Mixer)
- 2023: Krakatak, EP Label: recordJet

## Auszeichnungen
- 1998–2001: Sennheiser Stipendium am Liverpool Institute for Performing Arts
- 2006: Franz-Hofer-Preis auf dem Filmfestival Max Ophüls Preis für Vier Fenster
- 2007: Förderpreis der Robert Bosch Stiftung für Grenzland
- 2017: Goldene Taube auf dem DOK Leipzig Festival für den Animationskurzfilm Megatrick